# Afrojeż
Afrojeż (Atelerix) – rodzaj ssaków z podrodziny jeży (Erinaceinae) w obrębie rodziny jeżowatych (Erinaceidae).

## Występowanie
Rodzaj obejmuje gatunki występujące w Afryce.

## Morfologia
Długość ciała (bez ogona) 140–270 mm, długość ogona 9–30 mm, długość ucha 15–30 mm, długość tylnej stopy 26–40 mm; masa ciała 250–865 g.

## Systematyka
Rodzaj zdefiniował w 1848 roku francuski geolog, paleontolog i botanik Auguste Nicolas Pomel w artykule poświęconym badaniom na owadożernych mięsożercach, opublikowanego na łamach Archives des sciences physiques et naturelles. W oryginalnym opisie Pomel nie wymienił żadnego gatunku, w ramach późniejszego oznaczenia na gatunek typowy wyznaczono afrojeża białobrzuchego (A. albiventris).

### Etymologia
- Atelerix: gr. ατελειος ateleios ‘niedoskonały’, od negatywnego przedrostka α- a-; τελειος teleios ‘doskonały’; łac. ericius ‘jeż’[9].
- Peroechinus: gr. πηρός peros ‘okaleczony’; εχινος ekhinos ‘jeż’[10]. Gatunek typowy (oznaczenie monotypowe): Erinaceus pruneri Wagner, 1841 (= Erinaceus albiventris Wagner, 1841).
- Aethechinus: gr. αηθης aēthēs ‘dziwny’, od negatywnego przedrostka α- a-; ηθος ēthos ‘zwyczaj, charakter’[11]; εχινος ekhinos ‘jeż’[12]. Gatunek typowy (oryginalne oznaczenie): Erinaceus algirus Lereboullet, 1842.

### Podział systematyczny
Do rodzaju należą następujące występujące współcześnie gatunki:
| Grafika | Gatunek              | Autor i rok opisu   | Nazwa zwyczajowa     | Podgatunki         | Rozmieszczenie geograficzne | Podstawowe wymiary                        | Status IUCN |
| ------- | -------------------- | ------------------- | -------------------- | ------------------ | --- | ----------------------------------------- | ----------- |
|         | Atelerix algirus     | (Lereboullet, 1842) | afrojeż algierski    | 2 podgatunki       | zasięg naturalny od Maroka na wschód do północno-wschodniej Libii; stare introdukcje do wschodniej Hiszpanii, Balearów i Malty oraz współczesne na Wyspy Kanaryjskie | DC: 20–27 cm DO: 1,5–3 cm MC: 500–865 g   | LC          |
|         | Atelerix albiventris | (J.A. Wagner, 1841) | afrojeż białobrzuchy | gatunek monotypowy | Senegal na wschód do Erytrei, Dżibuti i Somalii, na południe przez Afrykę Wschodnią do rzeki Zambezi                                                                 | DC: 14–26 cm DO: 0,9–2,5 cm MC: 250–680 g | LC          |
|         | Atelerix sclateri    | J. Anderson, 1895   | afrojeż somalijski   | gatunek monotypowy | nadmorska równina w pobliżu wzgórz i suchych zarośli w Somalii | DC: 21–26 cm DO: 1,4–2 cm MC: brak danych | LC          |
|         | Atelerix frontalis   | (A. Smith, 1831)    | afrojeż buszmeński   | 2 podgatunki       | południowo-zachodnia Angola, północna i środkowa Namibia oraz wschodnia Botswana, zachodnie i środkowe Zimbabwe oraz Południowa Afryka                               | DC: 17–21 cm DO: 1,9–3 cm MC: 291–479 g   | LC          |

Kategorie IUCN:  LC  – gatunek najmniejszej troski.
Opisano również gatunki wymarłe:
- Atelerix broomi (Butler & Greenwood, 1973)[16] (Tanzania; plejstocen)
- Atelerix depereti Mein & Ginsburg, 2002[17] (Francja; miocen)
- Atelerix rhodanicus Mein & Ginsburg, 2002[18] (Francja; miocen)
- Atelerix steensmai Van Dam, Mein & Alcalá, 2020[19] (Hiszpania; miocen)